# 高坂昌信

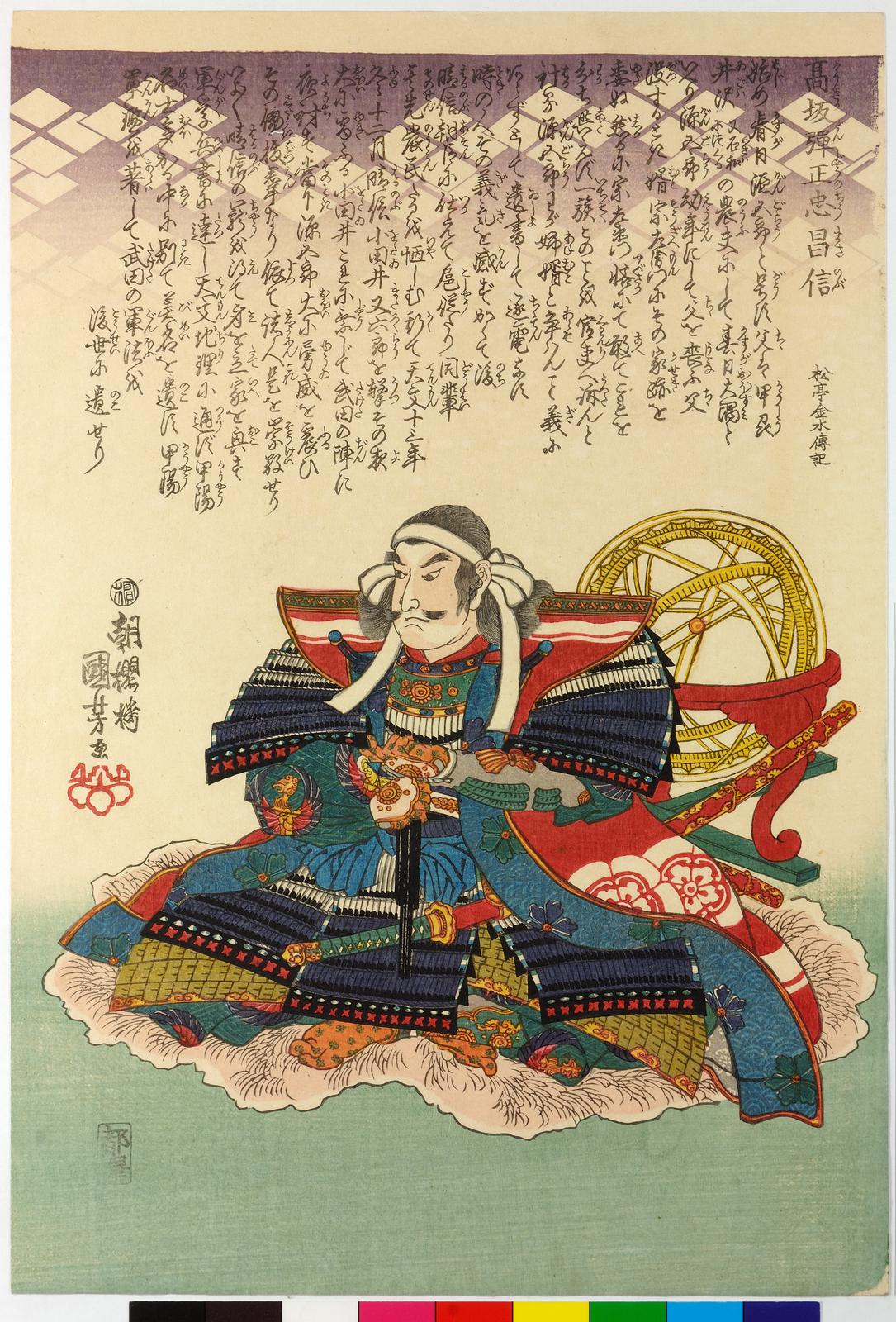
高坂昌信

高坂昌信（1527年—1578年6月12日）是日本戰國時代的武將，甲州武田氏的家臣，本名春日虎綱，幼名為源介，父親為甲斐國豪族春日大隅，別稱彈正忠、逃彈正，武田四名臣、武田二十四將之一。中文標記當中，也有高阪昌信的寫法。

## 經歷
大永7年（1527年），生於甲斐國八代郡石和鄉（山梨縣笛吹市石和町），為百姓春日大隅之子，他原本不是武士。天文11年（1542年）在他16歲的時候，因為父親死亡，面臨他姐夫對繼承權的訴訟，因敗訴而無投身之地，武田信玄將之招為近習。所知道的是武田信玄因為看中源助的美貌(其有戰國第一美男子之稱)，曾經是信玄的眾道，當時有書信證明了他們不尋常的關係；這是日本史上唯一一個寫給眾道的情書。
其後，天文21年（1552年）正式被信玄升格為率領100騎的足輕大將。後來受命率領川中島眾及北信的寺尾、屋代兩姓，並擔當了多個前線據點的守備，如海津城和信濃佐久郡小諸城，主要抵抗上杉軍攻擊及發展新的領地。1561年第四次的川中島之戰之中，成功奇襲了上杉軍於妻女山的殿後部隊，取得了很大的戰功，最後信玄根據信濃國的豪族高坂氏，正式改名為高坂昌信。
他是一個非常冷靜的指揮官，特別是對於撤退戰更是非常拿手，所以別稱為「逃彈正」（另有一說是擅長回避與敵人正面作戰）。曾在三方原之戰中在眾人決定進擊之際，他卻決定留守等待更多的機會。武田勝賴繼承家督後，一門眾包括武田信豐、穴山信君，以及譜代家臣跡部勝資、長坂光堅漸漸被勝賴倚重，昌信等老臣被冷落。1575年，嫡子高坂昌澄在長篠之戰戰死，他由於留守於海津城防備上杉謙信而沒有參與此戰役。勝賴於長篠敗戰後逃往信濃，於6月2日歸陣甲府，昌信在聽到武田軍大敗的消息後，率軍趕至國境迎接勝賴的敗軍，並送上旗幟衣甲，讓勝賴一行人得以旗甲鮮明的回國。昌信後來致力於與相模國的後北条氏之間同盟之強化，另針對戰死之將領内藤昌秀・山縣昌景・馬場信春等子弟等等奥近習眾，擇優編入家臣團等等工作。
天正6年（1578年）謙信死後，爆發御館之亂，昌信與武田信豐致力於甲越同盟之成立，但6月12日於海津城病死，由次男高坂昌元（信達）繼承家督，在投降上杉景勝不久，被發覺與真田昌幸及北条氏直內通，被上杉景勝誅殺。
高阪昌信還有可能是觸發織田信長下令處死德川信康和筑山殿的幕後凶手。
據說他是武田氏軍事書甲陽軍鑑的作者，有說是有人借用了他的姓名，但是真偽到現時不能考究。